# Neubau (Moosbach)
Neubau ist ein Gemeindeteil des Marktes Moosbach im Oberpfälzer Landkreis Neustadt an der Waldnaab, Bayern.

## Geographische Lage
Neubau liegt am Tröbesbach 2,5 km südwestlich von Moosbach.

## Geschichte
Neubau war ein 1860 erbautes Polierwerk, das zur Kemnitzerschleife gehörte.
Zum Stichtag 23. März 1913 (Osterfest) wurde Neubau als Teil der Pfarrei Moosbach mit einem Haus und zehn Einwohnern aufgeführt.
Am 31. Dezember 1990 hatte Neubau einen Einwohner und gehörte zur Pfarrei Moosbach.